# Stowarzyszenie Dziennikarzy Polskich
Stowarzyszenie Dziennikarzy Polskich (SDP) – stowarzyszenie zrzeszające polskich dziennikarzy, od 1989 członek Międzynarodowej Federacji Dziennikarzy. Jest najstarszą organizacją dziennikarską w Polsce. Liczy ponad 2700 członków zrzeszonych w 16 oddziałach terenowych w największych miastach Polski. 

## Historia
Stowarzyszenie Dziennikarzy Polskich powstało w okresie stalinizmu, zostało utworzone 11 marca 1951, zajmując miejsce Związku Zawodowego Dziennikarzy RP.
Po wprowadzeniu w Polsce stanu wojennego władze państwowe rozwiązały SDP, tworząc w jego miejsce Stowarzyszenie Dziennikarzy PRL. Po 1989 SDP zostało reaktywowane, zaś SD PRL zmieniło nazwę na Stowarzyszenie Dziennikarzy Rzeczypospolitej Polskiej. W 1995 z inicjatywy SDP powstała Karta Etyczna Mediów. W strukturze SDP istnieje utworzone w 1996 Centrum Monitoringu Wolności Prasy, którego zadaniem jest publiczne zajmowanie stanowiska i udzielanie pomocy dziennikarzom w przypadkach zagrożenia wolności słowa i wypowiedzi.
W 1995 z inicjatywy SDP powstała niepubliczna Wyższa Szkoła Dziennikarska im. Melchiora Wańkowicza w Warszawie; po kilkunastu latach działalności szkoła zbankrutowała i została zamknięta w 2013.
SDP przyczyniło się w 2001 do uchwalenia ustawy o dostępie do informacji publicznej, wspierając projekt opracowany w Centrum im. Adama Smitha.
Prezesami honorowymi SDP są: Stefan Bratkowski (zm. 2021) oraz Krystyna Mokrosińska.

## Prezesi Zarządu Głównego SDP
- Henryk Korotyński (1951–1955)
- Tadeusz Galiński (1955–1956)
- Wiktor Borowski (1956)
- Stanisław Brodzki (1956–1958)
- Mieczysław Rakowski (1958–1961)
- Henryk Korotyński (1961–1964)
- Stanisław Mojkowski (1964–1974)
- Jan Mietkowski (1974–1978)
- Józef Barecki (1978–1980)
- Stefan Bratkowski (1980–1982[2], 1989–1990)
- Maciej Iłowiecki (1990–1993)
- Ignacy Rutkiewicz (1993–1995)
- Andrzej Sawicki (1995–1998)
- Krystyna Mokrosińska (1998–2001 jako p.o., 2001–2011)
- Krzysztof Skowroński (2011–2024)[4]
- Jolanta Hajdasz (od 2024)[5]

## Siedziba

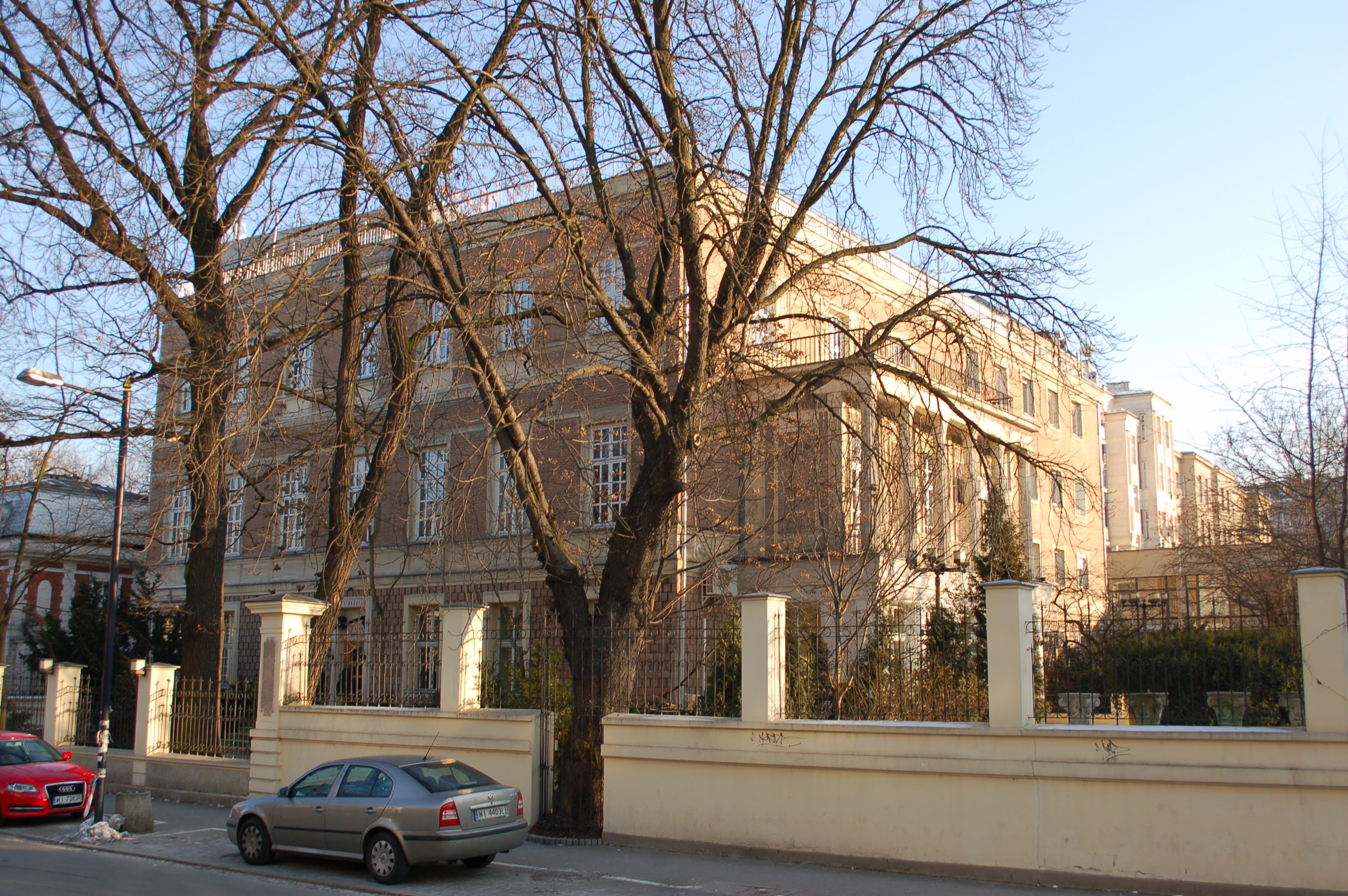
Budynek przy ul. Foksal 3/5, siedziba SDP

Budynek mieszczący się przy ul. Foksal 3/5, był zbudowany jako pałac Wołowskiego. Od 1922 do lat 30. pełnił funkcję siedzib dwóch poselstw – Stanów Zjednoczonych (1922–1930) i Norwegii (1930–1939). W okresie PRL nosił on nazwę Domu Dziennikarza im. Juliana Bruna.
Poza SDP siedzibę ma tam również Stowarzyszenie Dziennikarzy Rzeczypospolitej Polskiej, Centrum Monitoringu Wolności Prasy oraz Stowarzyszenie Auto Klub Dziennikarzy Polskich.